# 戦争劇場
『戦争劇場』（せんそうげきじょう）は、土星フジコの日本の漫画作品。『週刊少年サンデー』（小学館）にて、2014年36・37合併号より2015年45号まで連載された。単行本は全3巻。

## 登場人物
抹岡るり（まつおか-）
本作のヒロイン。16歳の女子高生。笠原くるみとは親友である。高校は凌宝高校。
主に彼女が迷い葛藤する場面に遭遇したときに始まる天使と悪魔のバトルがこの物語の大筋となっている。
天使
るりの心の中にいる天使。髪は金髪でお団子状（シニヨン）にまとめていて、レオタード調の衣装やバラと羽の飾りのヘッドセットを身につけている。
凛とした目や口調が特徴。悪魔を「クソ悪魔」と毛嫌いしていることもあるが、開演していなければ特にその様子もない。
るりのなかで正しくあろうとしているまたは良心の考えとしての存在と思われ、開演するたびに悪魔と戦いを繰り広げる。
しかし、天使が勝っても絶対にるり自身にメリットがあるとは限らない。
悪魔
るりの心の中にいる悪魔。
1話では「天使と同じ顔なのが嫌」だと露出のない衣装と鳥の骸骨のような面を着けていたが、そのあとは面は頭の横に移動して素顔を晒しており、1話の衣装の意匠が残ったミニスカート調の衣装とファーのようなものを身につけている。髪は下ろしていてるり本人より黒い。天使同様、戦いのシチュエーションに合わせた衣装を着ることもある。
明るい口調が特徴。天使に悪態をつくこともあるが、勝利してから「たまにはいいじゃん」と引き分けと宣言したり、るりが誰かに追われているときに天使と一緒にるりを心配するなど完全に嫌っているわけではない模様。
るりのなかで自分の利益や欲望に忠実であろうとしたり、楽をしようとしたりという利己的な考えを表した存在と考えられ、開演するたびに天使と戦いを繰り広げる。
ちなみに現在も幼少期もるり本人と同じ髪形をしている。
笠原翠（かさはらみどり）
16歳。1話でるりに渡したおつりを間違えてしまったコンビニのバイト店員。
るりがおつりを返してきてくれたことがきっかけで片想いをしており、開演するきっかけも主にそれ関連である。
16話でるりの親友であるくるみの双子の弟であることが判明する。くるみやるりとは違う高校に通っている様子。
天使
翠の心の中にいる天使。暑苦しい性格。
るりへの片想いの力？らしき「オレノコイゴコロー」という馬に乗っている。
悪魔
翠の心の中にいる悪魔。クールな性格。左目が包帯で覆われている。
翠がむやみにるりにアタックして心を痛めないように慎重に物事を進めようとする。
笠原くるみ
るりの親友。少し無愛想なのかるりに比べて表情の変化は乏しい。
しかしよく一緒の外出したり、るりが男に絡まれている時に睨み付けて追い払うなど親友と呼ぶに相違ない仲の良さを見せている。
実は双子で弟に翠がいるが、「愚弟」と呼んだりかなり尻に敷いている模様。
天使
くるみの心の中にいる天使。
大きな帽子と長いマフラー、上下密着したスポーツウェアのような衣装を身につけており、くるみと同じ髪型をしている。
悪魔
くるみの心の中にいる悪魔。
ゴシックロリータのような衣装とそれにあわせた傘を持っている。くるみと違い下に結んだツインテール。

## 用語
劇場
登場人物（主にるり）が葛藤する場面に出会うと開演する。開演の際は実際の劇場同様にブザーが鳴って幕が開く。
肉弾戦で戦う場合もあるが、迷っている行動を若干示唆したフィールドやシチュエーションで戦うこともあり、舞台は狭くない。
どちらが勝って閉演したとしても外的要因ですぐに開演し勝敗が逆転するということもある。
迷っていなければ開演しないので、そのような場面に出くわさなければ天使と悪魔は暇そうにしている。
天使と悪魔
人々が行動に迷ったりしたとき、劇場で戦いを繰り広げる存在。
お互いに迷っている本人と同じ容姿をしているが、天使は白を基調とした衣装を身に纏うブロンドの髪に金色の目、悪魔は黒を基調とした衣装を身に纏い黒髪に黒い目をしている。
しかし天使と悪魔は本人と若干または大きく性格が違い、天使と悪魔はお互いに服の嗜好や髪形も違ったりしている。
天使も悪魔も本人のことを思って戦っているので、絶対に天使が正しくて悪魔が悪であるわけではない。

## 単行本
1. 2015年2月18日発売
2. 2015年6月18日発売
3. 2015年12月18日発売